# Menneus darwini
Espèce
Menneus darwini est une espèce d'araignées aranéomorphes de la famille des Deinopidae.

## Distribution
Cette espèce est endémique de Tanzanie. Elle se rencontre à 1 515 m d'altitude dans les monts Udzungwa.

## Description
Le mâle holotype mesure 8,7 mm.

## Étymologie
Cette espèce est nommée en l'honneur de Charles Darwin.

## Publication originale
- Coddington, Kuntner & Opell, 2012 : Systematics of the spider family Deinopidae with a revision of the genus Menneus. Smithsonian Contributions to Zoology, no 636, p. 61 (texte intégral).